# ロールス・ロイス ウェランド

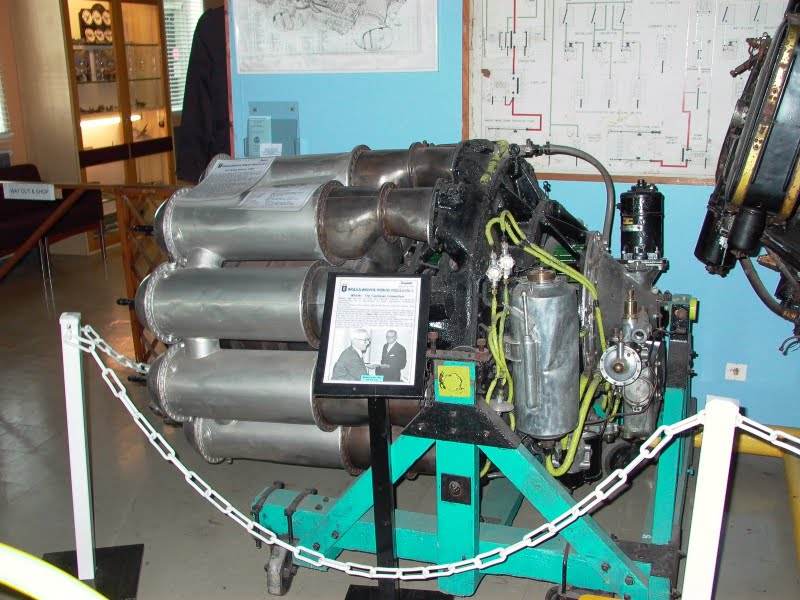
ソルウェイ航空博物館で展示中の、ウェランド第183号機（外部リンク参照）

ウェランド（Welland ）は、ロールス・ロイスが製造したイギリス初の実用ターボジェットエンジン。

## 前史
技術的方向性の相違から、イギリス空軍の上官アラン・アーノルド・グリフィス（Alan Arnold Griffith  ）と対立したフランク・ホイットルが、自ら興したパワージェッツで開発された W.1（Whittle Supercharger Type 1 ）は、1941年に連合国側初のジェット機グロスター E.28/39を進空させた。
ウェランドの前身は、その W.1 の比例拡大版として計画された W.2 だったが、パワージェッツには量産能力がないため、軍需省の仲介で自動車製造大手ローバーが生産を担当することになった。
W.2 は両面式単板遠心式圧縮機と、10本のカン型反転式燃焼器を持つターボジェットエンジンで、ローバー版は W.2B （"B" は工場所在地バーノルズウィック (Barnoldswick) を表す）と命名された。
しかし W.2B の開発は出力暴走、タービン入口温度過昇、サージング等の問題に直面して難航し、後にランドローバー開発主任として知られるモーリス・ウィルクス（Maurice Wilks ）が、タービン動翼を外部水冷から内部空冷に、静翼を低反動型に各々変更し、新しい耐熱合金を採用した結果、1942年末には推力5.6 kN(575 kg)で25時間の連続運転に成功した。
これらの改良作業と並行して、W.2B は同年夏からビッカース ウェリントン、続いてグロスター E.28/39 にも搭載されて空中試験が開始されていたが、下請業者からの部品納入遅延や知見の薄さからローバー社における開発はなかなか進捗せず、事態を重く見た軍需省が W.2 の詳細データをエンジン技術者フランク・ハルフォード（Frank Halford ）に托した結果、W.2 より簡素な構造を持つハルフォード H.1（後のデ・ハビランド ゴブリン）が先に実用段階に達してしまった。
更にホイットルの反対を押し切ってローバーが大幅な設計変更（全長短縮の意図で用いられていた反転式燃焼器を排し、噴流を迂回させずタービンに直接当てる改良型。後に W.2B/26 ～ロールス・ロイス ダーウェントへと発展）に着手したため、これに苛立ったホイットルはローバーを公然と批判するようになり、ロールス・ロイスの手を借りて独自改良版のパワージェット W.2/500～/700 の試作に着手するなど、両者の対立は修復不能に至った。しかしホイットル自ら注力した W.2/500～/700 もまた、数多の技術的課題を克服できぬ極めて不安定な物でしかなかった。

## 実用化

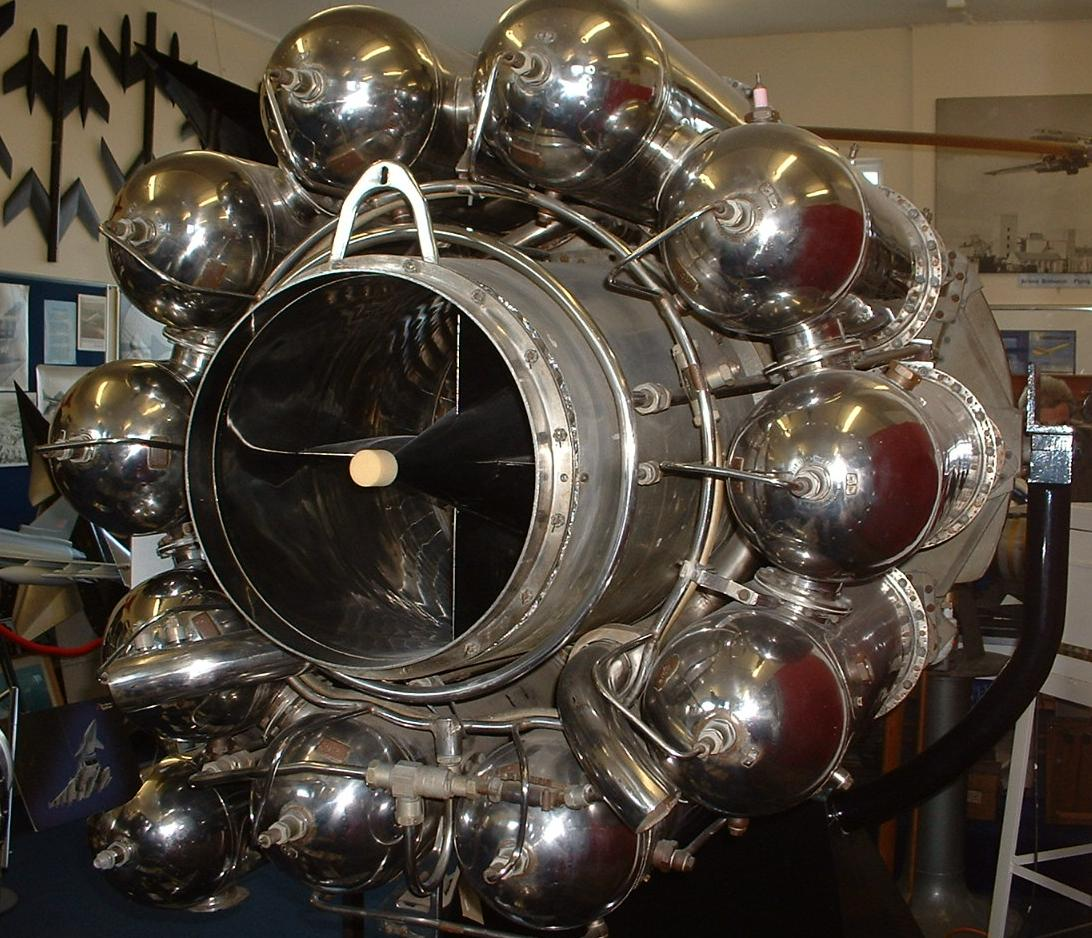
パワージェッツ W.2/700 遠心式ターボジェットエンジン

ホイットルとの軋轢に嫌気が差したローバーは W.2B プロジェクトに関する一切を、かねてからジェットエンジンに興味を示していたロールス・ロイスに工場・人員ごと譲渡することで合意し、航空機レシプロエンジン用機械式過給器の専門家スタンリー・フッカー（Stanley George Hooker）らのチームが W.2B の開発を引き継いだ。
シースルーモデルで気流解析を重ね W.2B の本質的欠陥を把握したフッカーらは、ローバーで半完成状態にあった W.2B/23 (B.23) 案に技術的洗練を加え、蒸発管式燃料噴射、反転型燃焼器、外部水冷タービンに固執するなど、経験論に拘泥し反進歩主義に陥ったホイットルへの皮肉と、エンジン内の気流が「川の流れのようにスムーズ」という意味を込めて、工場の傍を流れるウェランド川 (River Welland) の名を借り、この同社初のターボジェットに“Welland”の愛称を付した。その後ロールス・ロイス製ジェットエンジンの殆どにイングランドを流れる河川名の愛称が与えられているのは、この故事に因む。なお、英仏合弁（ロールス・ロイスとチュルボメカ）で設計されたRB.172 / RT.172 / T260 アドーアがフランス南西部のアドゥール川（英語読みでアドーア川）に由来するなど、他国企業と共同で開発を行った場合、その相手国の川に由来する名称を与える場合もある。
ロールス・ロイスが持てる要素技術とノウハウを注入したウェランド W.2B/23C (B.23C) は実戦に耐える水準にまで改良され、1943年に英初のジェット戦闘機グロスター ミーティア  F.1 向けに量産開始し、次作のダーウェントと交替するまで、総計167基が生産された。
メッサーシュミット Me262 に数週間遅れて、ミーティアに積まれ実戦配備されたウェランドは、推力7.1kN (730kg)、オーバーホール間隔180時間の性能を発揮して、速力・上昇力では全く太刀打ち出来なかったが、安定性と燃料消費率でユンカース ユモ 004 を上回っていた。
また独で異色の遠心・軸流併用ターボジェットに傾注し、1939年に世界初のジェット推進機 He 178 を進空させていたハインケルのハンス・フォン・オハインらのチームは、1941年には実用型 HeS 8 を搭載した戦闘機 He 280 を試作したものの、小予算で研究体勢が整わなかった事情も相俟って、実用段階未達のままウェランドより先に計画放棄されていた。
1944年8月4日には実験飛行隊 616th SQ 配備のミーティア F.1 (EE216) が、独から飛来した V-1 (Fi 103) 飛行爆弾の撃墜に成功し、連合国側ジェット戦闘機による初戦果を記録した。ただしエンジン軸受能力の限界からミーティアの機動は±2G程度に制限されており、この段階で対戦闘機戦闘は事実上不可能だったと言える。
ミーティア F.1 の1号機 (EE210/G) は、アメリカ陸軍航空隊との技術交流で、ウェランドの前作パワージェッツ W.1のライセンス版であるゼネラル・エレクトリック J31を積んだベル XP-59A エアラコメットと交換され、各々でテストされた。